# Sportplatz Kampfbahn
Der Sportplatz Kampfbahn ist ein Sportstadion in Cuxhaven.

## Lage und Ausstattung
Der Sportplatz Kampfbahn befindet sich im Stadtteil Döse an der Hermann-Allmers-Straße. Die Zuschauerkapazität liegt bei 6000 Plätzen. Die Haupttribüne umfasst etwa 750 überdachte Sitzplätze, dessen Fassade in rot-weiß, den Vereinsfarben von Rot-Weiss Cuxhaven, gehalten ist. Vor der Fusion zu Rot-Weiss war die Tribüne grün-weiß, den Vereinsfarben des Cuxhavener SV, bemalt. Die Spielfläche für Fußball verfügt über einen Naturrasen. Der Sportplatz Kampfbahn ist eine Leichtathletik-Kampfbahn vom Typ C mit vier Laufbahnen. Seit 1970 verfügt die Kampfbahn über eine Flutlichtanlage.

## Geschichte
Nach dem Ende des Zweiten Weltkrieges beschloss der Cuxhavener SV im Jahre 1946 den Bau einer neuen Sportanlage. Von der Stadt erhielt der Verein das Gelände des ehemaligen Marinesportplatzes. Da das Gelände zu schmal war, musste der Verein zusätzlich 3.000 Quadratmeter Land pachten. Im April 1947 begannen die Bauarbeiten, bei denen die Spielfläche um 30 bis 40 Zentimeter erhöht werden musste. Hierfür musste Bauschutt und Erde aus Hamburg geholt werden. Die Baukosten erhöhten sich so auf 150.000 Reichsmark, die unter anderem durch ein zinsloses Darlehen der Stadt finanziert wurden.
Eröffnet wurde der Sportplatz mit einer CSV-Sportwoche in der Zeit vom 11. – 18. Mai 1950. Unter anderem traten die Fußballer des Cuxhavener SV gegen den FC Olten aus der Schweiz an. Der Cuxhavener SV trug von 1949 bis 1959 seine Heimspiele in der seinerzeit zweitklassigen Amateuroberliga Niedersachsen in der Kampfbahn aus. Im Jahre 1990 fusionierte der Cuxhavener SV mit dem ESV Eintracht Cuxhaven und dem Brockeswalder SV zum SV Rot-Weiss Cuxhaven. Der SV Rot-Weiss spielte drei Jahre in der höchsten niedersächsischen Amateurliga.
Der Zuschauerrekord des Stadions wurde am 23. Juli 1977 aufgestellt. Der Hamburger SV trug sein Heimspiel gegen die Grasshoppers Zürich im Rahmen des Intertoto-Cups in Cuxhaven aus. Vor 6.000 Zuschauern gewannen die Hamburger mit 4:1 Toren.